# 吉田智美 (アナウンサー)
吉田 智美（よしだ ともみ、1973年7月2日 - ）は、日本のフリーアナウンサー、元名古屋テレビ放送（メ〜テレ）の契約アナウンサー。活動当時は名古屋タレントビューローに所属。愛知県名古屋市出身。椙山女学園大学卒業。身長160cm。血液型A型。

## 来歴
大学卒業後、1998年に名古屋タレントビューローに所属。以後しばらくは、中京圏各局のローカルテレビ番組に出演していた。2000年9月に名古屋テレビへ出向し、2004年3月まで同局の契約アナウンサーを務めた。
名古屋テレビとの契約の終了後は名古屋タレントビューローからも籍を外しているが、現在は東海ラジオの定時ニュースやアシスタントのピンチヒッターなど務めている。

## 過去の担当番組
- ぴーかんテレビ 元気がいいね! （東海テレビ）
- あなたの街から（岐阜テレビ）
- ヨロピクマガジン（岐阜テレビ）
- 岐阜オープンボウリング選手権（岐阜テレビ）
- 今日は木の日（岐阜テレビ）
- 名古屋テレビニュース（名古屋テレビ）
- コケコッコー（名古屋テレビ）
- TRYあんぐる（名古屋テレビ）
- 特選朝いち どですか! （メ〜テレ）